# اخميس آيت سولاي (لعيايطة أولاد كناو)
اخميس آيت سولاي هو دُوَّار يقع بجماعة أولاد كناو، إقليم بني ملال، جهة بني ملال خنيفرة في المملكة المغربية. ينتمي الدوّار لمشيخة لعيايطة أولاد كناو التي تضم 3 دواوير. يقدر عدد سكانه بـ 1088 نسمة حسب الإحصاء الرسمي للسكان والسكنى لسنة 2004.

## روابط خارجية
- البوابة الوطنية للجماعات الترابية
- المندوبية السامية للتخطيط